# Lauthiers
Lauthiers ist eine französische Gemeinde mit 68 Einwohnern (Stand: 1. Januar 2022) im Département Vienne in der Region Nouvelle-Aquitaine. Sie gehört zum Arrondissement Montmorillon und zum Kanton Chauvigny.

## Geographie
Lauthiers liegt etwa 32 Kilometer ostnordöstlich von Poitiers. Umgeben wird Lauthiers von den Nachbargemeinden Sainte-Radégonde im Norden und Westen, La Puye im Nordosten, Paizay-le-Sec im Süden und Osten sowie Chauvigny im Süden und Südwesten.

## Bevölkerungsentwicklung
| Jahr                      | 1962 | 1968 | 1975 | 1982 | 1990 | 1999 | 2006 | 2013 |
| Einwohner                 | 143  | 103  | 88   | 80   | 66   | 71   | 90   | 62   |
| Quelle: Cassini und INSEE |      |      |      |      |      |      |      |      |

## Sehenswürdigkeiten
Siehe auch: Liste der Monuments historiques in Lauthiers
- Prioratskirche Saint-Léger
- Pfarrhaus
- Schloss La Mothe aus dem 18. Jahrhundert